# Olympische Winterspiele 1956/Teilnehmer (Niederlande)
| Gelbes Symbol für Goldmedaillen mit stilisierten Olympischen Ringen | Graues Symbol für Silbermedaillen mit stilisierten Olympischen Ringen | Braundes Symbol für Bronzemedaillen mit stilisierten Olympischen Ringen |
| ------------------------------------------------------------------- | --------------------------------------------------------------------- | ----------------------------------------------------------------------- |
| —                                                                   | —                                                                     | —                                                                       |

Die Niederlande nahmen an den Olympischen Winterspielen 1956 in Cortina d’Ampezzo mit einer Delegation von acht Athleten, sechs Männer und zwei Frauen, teil. Der Eisschnellläufer Cornelis Broekman wurde zur Eröffnungsfeier als Fahnenträger der niederländischen Mannschaft ausgewählt. Medaillen konnten keine gewonnen werden.

## Teilnehmer nach Sportarten

### Eiskunstlauf
Damen:
- Sjoukje Dijkstra
12. Platz
- Joan Haanappel
13. Platz

### Eisschnelllauf
Herren:
- Jeen van den Berg
5000 m: 24. Platz – 8:19,1 min
- Cornelis Broekman
500 m: 37. Platz – 44,2 s
1500 m: 14. Platz – 2:13,1 min
5000 m: 4. Platz – 8:00,2 min
10.000 m: 5. Platz – 16:51,2 min
- Willem de Graaff
500 m: 43. Platz – 44,9 s
1500 m: 11. Platz – 2:13,1 min
5000 m: 4. Platz – 8:00,2 min
10.000 m: 18. Platz – 17:21,6 min
- Gerard Maarse
500 m: 22. Platz – 43,1 s
1500 m: 11. Platz – 2:13,1 min
5000 m: 18. Platz – 8:11,1 min
- Egbert van ’t Oever
10.000 m: 25. Platz – 17:37,7 min
- Nico Olsthoorn
1500 m: 49. Platz – 2:22,6 min